# Zamachy w Szibam (2009)
Zamachy w Szibam w Jemenie miały miejsce 15 marca i 18 marca 2009 roku. Ataki przeprowadzone przez zamachowców-samobójców przypisuje się Al-Kaidzie.
W pierwszym zamachu wymierzonym w turystów zginęło 4 Koreańczyków i ich jemeński przewodnik, a 3 osoby zostały ranne.
W drugim ataku na koreańską delegację przeprowadzonym 18 marca w wyniku eksplozji bomby zginął jedynie 20-letni zamachowiec-terrorysta.